# Такаюки Миками
Такаюки Миками (Takayuki Mikami) е роден през 1933 г. Защитава 1 дан през 1953. Посещава Yoshikawa High School, след това завършва университета Hosei (специалност японска литература), през 1955 г. е капитан на университетския отбор по карате. Един от тримата завършили първият Инструкторският курс (1957) и първият сертифициран инструктор на ЯКА изпратен извън граница по искане на Far East University в Манила, Филипините (1957), където преподава в продължение на 2 години. През 1958 в Хавай е изпратен Хироказу Каназава и така чрез тях двамата започва да се разпространява шотокан карате по света.
Той е двукратен шампион по кумите (1958 и 1959) и трикратен по ката. През 1963 г. пристига в САЩ, 1965 в Ню Орлеанс основава Централното доджо на ASKF – Louisiana Karate Association – където преподава и до днес. Той е Шеф-инструктор на All South Karate Federation (ASKF), която е част от International Shotokan Karate Federation с председател Териюки Оказаки. ASKF включва клубове от Тексас, Луизиана, Арканзас, Тенеси, Мисисипи и Алабама. През 1984 му е присъден 8 дан.
През 1990 г. е избран за инструктор на годината от Black Belt Magazine.